# Вудленд-Парк (Колорадо)
Вудленд-Парк (англ. Woodland Park) — місто (англ. city) в США, в окрузі Теллер штату Колорадо. Населення — 7920 осіб (2020).

## Географія
Вудленд-Парк розташований за координатами 38°59′57″ пн. ш. 105°3′33″ зх. д. / 38.99917° пн. ш. 105.05917° зх. д. (38.999063, -105.059302).  За даними Бюро перепису населення США в 2010 році місто мало площу 16,92 км², уся площа — суходіл.

### Клімат
| Клімат : Вудленд-Парк   | Клімат : Вудленд-Парк | Клімат : Вудленд-Парк | Клімат : Вудленд-Парк | Клімат : Вудленд-Парк | Клімат : Вудленд-Парк | Клімат : Вудленд-Парк | Клімат : Вудленд-Парк | Клімат : Вудленд-Парк | Клімат : Вудленд-Парк | Клімат : Вудленд-Парк | Клімат : Вудленд-Парк | Клімат : Вудленд-Парк | Клімат : Вудленд-Парк |
| Показник                | Січ.                  | Лют.                  | Бер.                  | Квіт.                 | Трав.                 | Черв.                 | Лип.                  | Серп.                 | Вер.                  | Жовт.                 | Лист.                 | Груд.                 | Рік                   |
| Середній максимум, °C   | 1,5                   | 2,6                   | 5,2                   | 9,6                   | 14,7                  | 20,7                  | 23,6                  | 22,1                  | 18,5                  | 13,2                  | 6,0                   | 2,0                   | 11,7                  |
| Середня температура, °C | −6,9                  | −5,8                  | −2,8                  | 1,9                   | 6,8                   | 11,9                  | 14,8                  | 13,6                  | 9,7                   | 4,5                   | −2                    | −6,1                  | 3,3                   |
| Середній мінімум, °C    | −15,3                 | −14,2                 | −10,8                 | −5,8                  | −1,1                  | 3,1                   | 6,1                   | 5,2                   | 0,9                   | −4,2                  | −10                   | −14,1                 | −5                    |
| Норма опадів, мм        | 12                    | 17                    | 36                    | 45                    | 57                    | 54                    | 83                    | 81                    | 40                    | 30                    | 20                    | 18                    | 493                   |
| ----------------------- | --------------------- | --------------------- | --------------------- | --------------------- | --------------------- | --------------------- | --------------------- | --------------------- | --------------------- | --------------------- | --------------------- | --------------------- | --------------------- |
| Джерело:                |                       |                       |                       |                       |                       |                       |                       |                       |                       |                       |                       |                       |                       |

## Демографія
Згідно з переписом 2010 року, у місті мешкало 7200 осіб у 2919 домогосподарствах у складі 2144 родин. Густота населення становила 426 осіб/км².  Було 3194 помешкання (189/км²).
Расовий склад населення:
| - 94,4 % — білих - 0,8 % — азіатів - 0,6 % — корінних американців - 0,4 % — чорних або афроамериканців - 1,2 % — осіб інших рас |

До двох чи більше рас належало 2,6 %. Частка іспаномовних становила 5,8 % від усіх жителів.
За віковим діапазоном населення розподілялося таким чином: 23,9 % — особи молодші 18 років, 64,9 % — особи у віці 18—64 років, 11,2 % — особи у віці 65 років та старші. Медіана віку мешканця становила 43,4 року. На 100 осіб жіночої статі у місті припадало 98,2 чоловіків;  на 100 жінок у віці від 18 років та старших — 95,9 чоловіків також старших 18 років.
Середній дохід на одне домашнє господарство  становив 79 974 долари США (медіана — 64 945), а середній дохід на одну сім'ю — 92 637 доларів (медіана — 79 856). Медіана доходів становила 60 949 доларів для чоловіків та 45 602 долари для жінок. За межею бідності перебувало 6,6 % осіб, у тому числі 8,6 % дітей у віці до 18 років та 0,6 % осіб у віці 65 років та старших.
Цивільне працевлаштоване населення становило 3437 осіб. Основні галузі зайнятості: освіта, охорона здоров'я та соціальна допомога — 28,9 %, науковці, спеціалісти, менеджери — 13,4 %, публічна адміністрація — 13,1 %.